# Rick Flens
Rick Flens (født 11. april 1983) er en tidligere hollandsk professionel cykelrytter, som cyklede for det professionelle cykelhold Rabobank. I 2005 vandt han en etape i Danmark Rundt.